# Саніна-Шлее Валентина Миколаївна
Валентина Миколаївна Саніна-Шлее (18 квітня 1899 Київ, Київська губернія — 14 вересень 1989, Нью-Йорк, США) — нью-йоркська модельєрка з українським корінням, чий Будинок моди «Valentina» проіснував понад 30 років і став класикою американського дизайну. Дебютувавши художницею по костюмах ще в 1930-ті, Валентина Саніна створювала вбрання для Грети Гарбо, Марлен Дітріх, Поли Неґрі, Джудіт Андерсон, Кетрін Гепберн та інших зірок.

## Життєпис

### Ранні роки
Валентина Саніна народилася в Києві 18 квітня 1899 року. Дата її народження довго залишалася спірною, різні джерела вказували і 1894, і 1904 рік, однак більш глибоке вивчення українського періоду біографії Саніної доводить, що роком її народження слід вважати все ж 1889 рік. Свій вік Саніна зменшувала неодноразово, вже живучи в Америці, і все життя наполегливо дотримувалася власної версії.
Закінчивши одну з київських гімназій, Валентина Саніна, яка мріяла стати акторкою, вступила на драматичні курси, після закінчення яких стала досить успішно пробуватися на сцені.
Революційні потрясіння застали її в Харкові за виконанням невеликих ролей на сцені харківського театру. В харківському «Домі артиста», в підвалі якого містилося артистичне кабаре, познайомилася зі співаком Олександром Вертинським. Їй присвячені такі шедеври, як «Буйный ветер» («Буйний вітер»), «За кулисами» («За лаштунками») і «Это все, что от Вас осталось» («Це все, що від Вас залишилося»).
Закінчився роман того ж 1918 року: Вертинський поїхав до Одеси на гастролі, потім в Крим і Константинополь. Вони зустрілися знову в Нью-Йорку в 1930-ті, коли Саніна стала законодавицею моди, а Вертинський — бажаним гастролером в Америці.

### В еміграції
В роки громадянської війни Валентина Саніна одружилася з Георгієм Шлеєм, що став згодом театральним антрепренером і мільйонером. Емігрувавши через Константинополь і Грецію, подружжя оселилося в Італії, потім в Парижі і, нарешті, в 1923 році переїхали в Нью-Йорк, де для Саніної почалося «інше життя», що піднесло її на Олімп моди і зробило однією з найвідоміших жінок Америки.
Дебютувавши художницею по костюмах ще в 1930-ті, Валентина Саніна створювала вбрання для Грети Гарбо, Марлен Дітріх, Поли Неґрі, Джудіт Андерсон, Кетрін Гепберн та інших зірок.
Чоловік покинув її, пішовши до її найкращої подруги, Грети Гарбо.
Валентина Саніна померла в Нью-Йорку 14 вересня 1989 року в 90 років. Похована поруч із чоловіком.